# Tangara xanthocephala
Tangara xanthocephala là một loài chim trong họ Thraupidae.